# Afranthidium minutulum
Afranthidium minutulum là một loài Hymenoptera trong họ Megachilidae. Loài này được Brauns mô tả khoa học năm 1905.